# Île de Platais
L’île de Platais, ou île de Médan, est une île de la Seine, longue de 1,7 kilomètre environ, située dans les Yvelines entre Villennes-sur-Seine et Médan sur la rive gauche, et Triel-sur-Seine sur la rive droite. Elle se prolonge en aval par l'île d'Hernière dont elle est séparée par un étroit chenal. Elle est partagée administrativement entre les communes de Villennes-sur-Seine, Médan et Triel-sur-Seine. Cette île n'est pas reliée aux rives sauf par des bacs.

## Historique

### XIXesiècle: le Paradou de Zola
C'est à partir de 1880 que l’écrivain Émile Zola arrive sur l'île, qui était restée quasiment déserte pendant tout le XIXe siècle. Son chalet, surnommé le Paradou, était à l'origine un kiosque norvégien qu'il avait acheté lors de la démolition de l'exposition universelle de 1878, et qu'il avait fait transporter sur l'île. Il occupera dans les années postérieures les terrains environnants. Dans son chalet se croisaient Joris-Karl Huysmans, Guy de Maupassant, Henry Céard, Léon Hennique et Paul Alexis. Le peintre Cézanne a également fréquenté l'île à cette époque. On peut supposer que Cézanne a peint le château de Médan depuis cette île. Après la mort de Zola, son épouse revend la propriété au libraire parisien Belin, en 1903.

### 1927: Physiopolis, cité de nature
En 1927, les frères André et Gaston Durville ont fondé la Société Naturiste dans le but d'acheter un terrain près de Paris où pouvoir établir une colonie naturiste en plein air. Leur intention est d'atteindre les couches moyennes de la société qui commencent à avoir accès aux congés payés, au-delà des cercles privilégiés qui pratiquaient déjà le naturisme à la Belle Époque. Au fil de leur recherche, ils découvrent l'île de Platais, située à 30 kilomètres de Paris, qui offre un espace discret et calme. Elle était à cette époque utilisée pour l'élevage d'animaux, et elle n'avait pas de constructions parce qu'elle était placée en zone inondable.
Ainsi, deux ans plus tard, 24 hectares de terrain ont été achetées, sur les 42 de l'île, pour fonder une colonie naturiste qu'ils ont appelée Physiopolis. Huit hectares ont été découpés en parcelles pour l'installation de tentes fixes et de bungalows en fibrociment sur un plan organisé. Les 16 hectares restants étaient occupés par des stades et des terrains de jeux. Les propriétaires étaient rassemblés au sein du Syndicat d'Administration de Physiopolis (SAP), par lequel ils s'engageaient à réserver l'accès à l'île aux membres de la Société Naturiste et à leurs familles.
Sur cette colonie, les activités physiques en contact avec la nature sont privilégiées, et les vêtements de ville sont abandonnés. Cependant, craignant être persécutés par la préfecture de Paris, en raison de la législation en vigueur concernant l’outrage public à la pudeur, la nudité intégrale est bannie sur Physiopolis. À sa place, la tenue la plus habituelle est le maillot de bain.
Les frères Durville ont continué leurs projets sur une nouvelle localisation, l'île du Levant, où ils ont fondé une ville naturiste appelée Héliopolis.
Aujourd'hui, le naturisme n'est plus pratiqué à l'île de Platais.

### 1935 - présent: centre sportif et abandon
Au début des années 1930, l'île est repérée par Rigobert Cromeck et son beau-frère Joseph Willem. Attirés par le courant hygiéniste en faveur des sports en plein air, ils envisagent de construire sur l'île une piscine et des équipements sportifs.
C'est ainsi qu'en 1935 fut inaugurée la plage de Villennes, un établissement balnéaire avec piscine conçu par les architectes Paul Elmond et Lucien Bourgeois (fils de Théophile Bourgeois), et construit sur les terres du chalet d'Émile Zola. Un long bâtiment en forme de paquebot réunissait terrasses, cabines, restaurant, bar et magasin. La plage sablée et la piscine étaient très populaires parmi les Parisiens qui y venaient pour profiter de leurs premiers congés payés. Les jours de pointe, le centre pouvait accueillir jusqu'à 9 000 personnes. Le centre de loisirs, appartenant à une famille de Villennes-sur-Seine, est resté en activité jusqu'en 2003.
Actuellement à l'abandon, la plage de Villennes a été rachetée, et le bâtiment côtoyant la piscine, inscrit au titre des monuments historiques en 2009, fait l'objet d'un projet de réhabilitation, eux-mêmes objets de recours judiciaires multiples.